# Cerberiopsis
Genre
Classification phylogénétique
Cerberiopsis est un genre de plantes à fleurs de la famille des Apocynacées. Ce sont des arbres ou arbustes endémiques de Nouvelle-Calédonie.

## Description
Ce sont des arbres ou arbustes à rameaux pseudo-verticillés et à latex abondant.
Les feuilles sont alternes.
Les fleurs sont grandes, campanulées avec un tube plus ou moins développé.
Les fruits sont secs, indéhiscents, à péricarpes en forme de samares, très comprimés pourvus de 2 ailes latérales.

## Répartition
Le genre est localisé uniquement en Nouvelle-Calédonie en forêt dense humide et dans le maquis minier.

## Liste des espèces
Il existe trois espèces :
- Cerberiopsis candelabra Vieill. ex Pancher & Sebert
- Cerberiopsis neriifolia (S.Moore) Boiteau
- Cerberiopsis obtusifolia (Van Heurck & Müll.Arg.) Boiteau